# Куштдепди

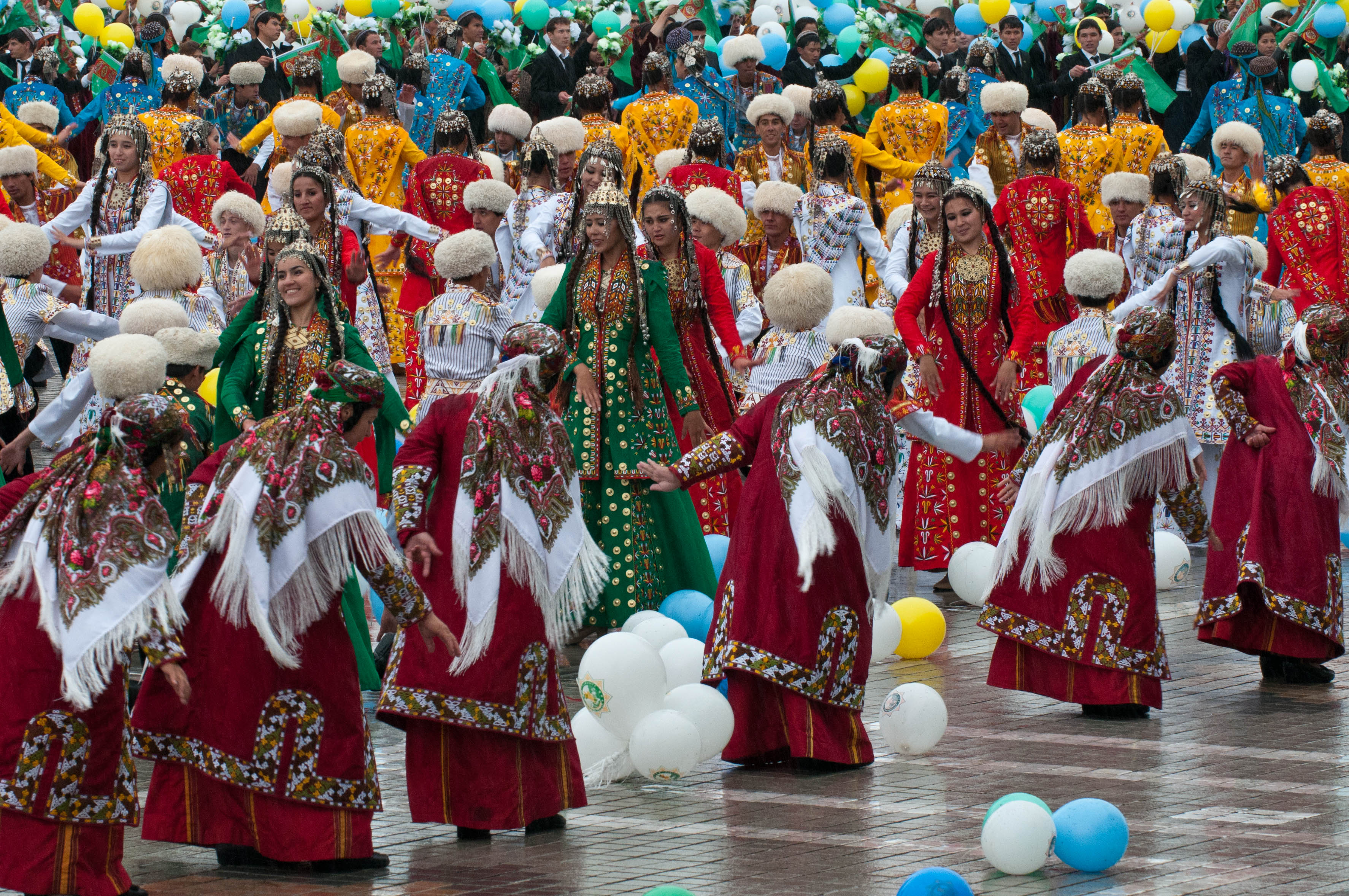
Куштдепди на параде Независимости, Ашхабад

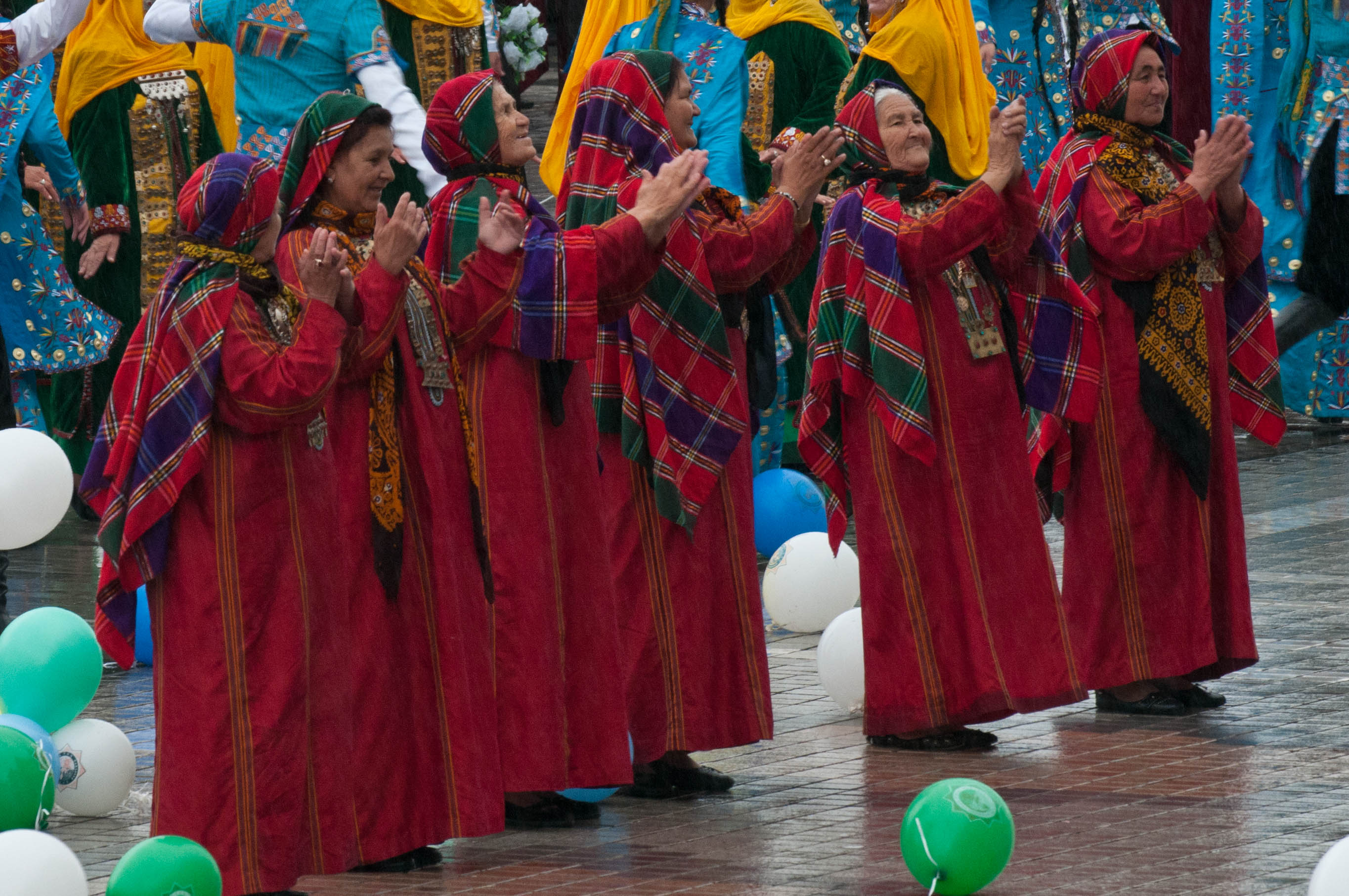
Куштдепди на параде Независимости, Ашхабад

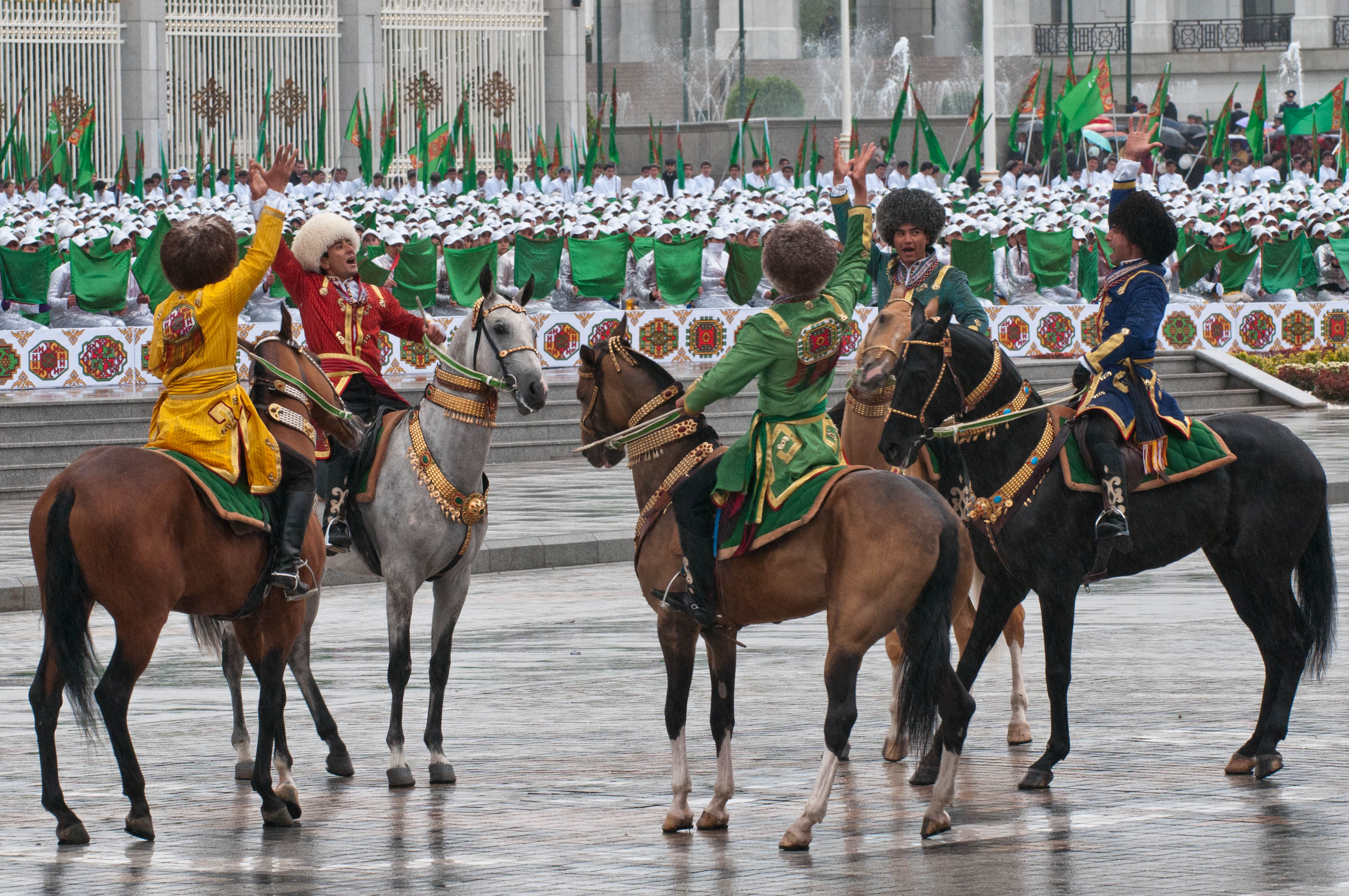
Куштдепди на ахалтекинских лошадях

Куштдепди (туркм. Küşt depdi) — старинный, быстрый туркменский танец, а также музыка к нему. Куштдепди сохранился как ритуально-развлекательная часть традиционных празднеств.

## История
В древности танец являлся частью ритуального обряда — «зикра», поминания Бога по особой формуле и особым образом, вслух или про себя. Сцены танца, инкрустированы на поверхности античных ритонов парфянской Нисы.
Танец был особенно популярен у туркмен, населявших побережье Каспийского моря, у племени — йомут. В конце 1990-х годов танец куштдепти начали танцевать по всему Туркменистану и приравняли к национальному танцу туркменского народа. Куштдепди танцуют на всех праздниках, торжествах или свадьбах.

## Описание танца
Начинается танецнапевами первых аккордов жанрового туркменского песнопения «газал» в исполнении юноши и девушки, делающие при этом первые, плавные «па» танца. Окружающие наблюдая за их движениями, сопровождают похлопыванием ладоней. В конце каждого четверостишия «газала» они восклицают традиционное «эй-ха», «ух-ху», «кушт-кушт». Во время танца руки танцующих не соприкасаются. Иногда в самом центре тон всем остальным задают мужчина и женщина. Люди двигаются по кругу с приподнятыми руками. Танцующие периодически останавливаются со словами «кушт, кушт, куштдепди».
Обычно танец завершается звучным криком «хув-хак», все танцующие останавливаются и подносят руки к лицу.
Существует три разновидности куштдепди. Это «бир депим» — когда участники танца одновременно правой рукой и правой ногой делают своеобразный полуоборот в левую сторону, затем возвращаются в исходное положение и вместе продолжают движение по кругу. «Ики депим» — когда танцующие делают два полуоборота подряд, и «уч депим» — три полуоборота. Важно сохранять единый ритм и синхронность движений.

## Исполнение на иностранных языках
Популярный турецкий певец Мустафа Сандал исполнил песню «Kuştepti» на турецком языке. Туркменские певцы армянского происхождения Братья Шахунц исполнили песню «Куштдепди» на русском языке. Таджикская певица Мехрнигори Рустам исполнила песню «Кушдепти» на узбекском языке.

## Международное признание
В ходе проведения 12-й сессии Межправительственного комитета по сохранению нематериального культурного наследия 7 декабря 2017 года, состоявшейся в г. Чеджу (Республика Корея), номинация «Куштдепди - искусство пения и танца»  была единогласно включена в Список нематериального культурного наследия человечества ЮНЕСКО.